# Ode to My Father
Ode to My Father (국제시장 Gukje Sijang „Internationaler Markt“) ist ein südkoreanisches Filmdrama des Regisseurs Youn Je-kyoon aus dem Jahr 2014. Der Film veranschaulicht durch den Protagonisten Yoon Deok-soo die südkoreanische Geschichte vom Koreakrieg bis in die Gegenwart. Der Film startete am 17. Dezember 2014 in den südkoreanischen Kinos. Mit 14,2 Millionen Zuschauern war es seinerzeit der zweiterfolgreichste Film in Südkorea (mittlerweile der dritterfolgreichste). Seine Europa-Premiere feierte Ode to My Father auf der Berlinale 2015, wo er in der Sektion Panorama lief und 20 koreanische Einwanderer der ersten Generation im Publikum saßen.

## Handlung

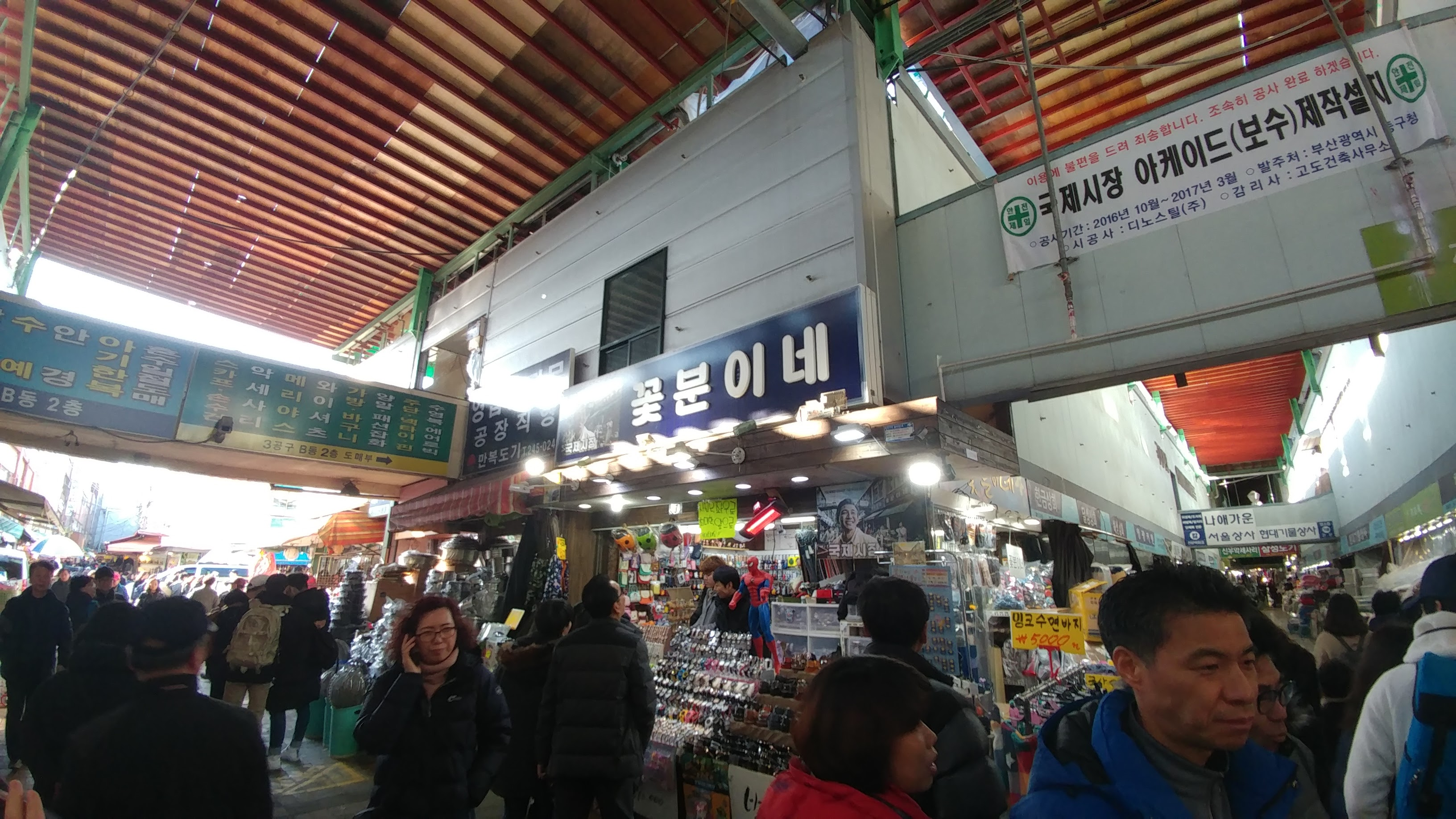
Der Laden Kkotbun Ine auf dem Internationalen Markt in Busan.

Während der Evakuierung von Hŭngnam zu Beginn des Koreakrieges (1950) wurden Flüchtlinge von dort durch die amerikanische Navy nach Süden gebracht. Darunter auch die Familie Yoon. Der junge Yoon Deok-soo sollte während der Flucht auf seine Schwester Mak-soon aufpassen, verliert sie allerdings. Ihr Vater bleibt deshalb zurück, um nach ihr zu suchen. Das letzte was er zu Deok-soo sagt ist, dass er mit seiner Mutter und seinen zwei jüngeren Geschwistern nach Busan gehen soll, wo Deok-soos Tante ein Geschäft (namens 꽃분이네 Kkotbun Ine) auf dem Internationalen Markt führt.
In Busan werden sie von Kkotbun in ihrem bescheidenen Zuhause aufgenommen. Dort trifft Deok-soo den Jungen Dal-goo, mit dem er bis ins späte Alter befreundet bleiben wird. Im Jahr 1953 beschließen Nord- und Südkorea einen Waffenstillstand. Die Familie ist optimistisch, bald nach Hause zu können. Jedoch ist es nur ein Waffenstillstand und Korea bleibt geteilt, so dass eine Rückkehr in den Norden unmöglich wird.
Jahre später in den 1960ern ist Deok-soo erwachsen, kann jedoch nicht studieren, da er kein Geld hat. Also arbeitet er. Doch sein jüngerer Bruder erzielte stets gute Noten und wurde an der Seoul National University zugelassen. Da seine Jobs in Korea nicht genug Geld bringen, entschließt sich Deok-soo, nach Deutschland zu gehen, um genügend Geld für die Studiengebühren seines Bruders zu verdienen. In Duisburg arbeitet er als Gastarbeiter in den Kohleminen. Während seiner Zeit in Deutschland verliebt er sich in Young-ja, die als Krankenpflegerin nach Deutschland kam. Eines Tages kommt es in der Mine zu einem schweren Unfall, bei dem Deok-soo und Dal-goo verschüttet werden. Beide können jedoch gerettet werden. Deok-soo kehrt danach zurück nach Korea. Young-ja folgt ihm kurze Zeit später. Sie heiraten und Young-ja bringt zwei Söhne zur Welt.
Ein paar Jahre später verstirbt Tante Kkotbun. Sein Onkel will ihren Laden nun verkaufen, um an Geld zu gelangen. Doch Deok-soo will diesen auf jeden Fall erhalten. Um schnell an Geld zu kommen und den Laden zu kämpfen, zieht er gegen den Willen seiner Familie in den Vietnamkrieg. Als Techniker sei er im Krieg sicher und würde nicht kämpfen. Doch er wird direkter Zeuge einer Explosion und kann dem Tod nur knapp entgehen. In die Briefe an seine Frau schreibt er stets, dass alles in Ordnung sei. Allerdings kehrt er nach Kriegsende mit einem lahmen Bein nach Korea zurück. Er geriet in ein Schussgefecht mit dem Vietcong, als er dabei war, ein paar Dorfleute zu evakuieren.
Deok-soo führt weiterhin den Laden Kkotbun Ine gemeinsam mit seiner Frau. 1983 etablieren die großen Rundfunkanstalten Programme, die den Bürgern die Möglichkeit geben, ihre Verwandten, die sie in den Wirren des Koreakriegs verloren haben, wiederzufinden. Auch Deok-soo nimmt an den Sendungen teil. Die erste Verbindung, die über die Sendeanstalt zustande kommt, ist erfolglos. Der Gegenüber ist nicht sein Vater. Die Familie ist am Boden zerstört. Doch noch am selben Tag kommt eine weitere Verbindung zustande, diesmal nach Los Angeles (USA). Die Frau stellt sich als Deok-soos Schwester Mak-soon heraus. Sie wurde von einem amerikanischen Paar adoptiert und spricht kein Koreanisch. Mak-soon kann ihre Mutter noch einmal treffen, bevor diese im darauffolgenden Jahr verstirbt.
In der Gegenwart entschließt sich Deok-soo endlich, den kleinen Importladen zu verkaufen, nachdem er lange Zeit stur darauf beharrte, den Laden zu behalten trotz Verlusten. Sein Vater sei nun zu alt, um dorthin zu kommen.

## Produktion
Ode to My Father wurde hauptsächlich in Südkoreas südlicher Hafenstadt Busan gedreht. Regisseur Youn Je-kyoon stammt aus Busan und hat bereits die Filme Miracle on 1st Street (2007) und Tsunami – Die Todeswelle (Haeundae, 2009) dort gedreht. Vom 3. September bis zum 25. Dezember 2013 fanden die Dreharbeiten am namensgebenden Internationalen Markt (Gukje Sijang) statt, dem größten Freilichtmarkt Busans, der in den 1950ern von Kriegsflüchtlingen ins Leben gerufen wurde. Des Weiteren wurde in Tschechien und Thailand gedreht. Durch den Film erhöhte sich der Tourismus in Busan.

## Rezeption
In den südkoreanischen Medien wurde Ode to My Father kontrovers diskutiert aufgrund von Vorwürfen, der Film würde die Vergangenheit unter den autoritären Regimen idealisieren. Diese Diskussionen begannen, als die damalige Präsidentin Park Geun-hye die Bedeutung des Patriotismus betonte, indem sie die Filmszene zitierte, in der Ehemann und Ehefrau ihren Streit beenden, als die Nationalhymne ertönt und vor der Flagge salutieren. Daraufhin erhielt der Film Kritik als konservatives Werk, in dem die Industrialisierung glorifiziert würde. Allerdings sagte auch der liberale Politiker Moon Jae-in, der Film spiegle die Realität der damaligen Zeit wider und es sei unangemessen, den Film als konservativ zu bezeichnen.
Für den Filmkritiker Jeong Ji-wuk trug die politische Debatte zum weiteren Erfolg des Films bei. Des Weiteren gilt Nostalgie als wesentlicher Faktor für die hohen Besucherzahlen, da Zuschauer mittleren Alters ab 40 und Ältere 34,5 % der Ticketverkäufe ausmachten. Der Filmkritiker Kim Hyung-seok sagte, dass sich der Film für die Besucher, die zu den im Film gezeigten Jahren lebten, wie eine Ode an sie selbst anfühle.
Regisseur Youn Je-kyoon sagte, er habe absichtlich politische Sichtweisen in dem Film außen vorgelassen, da er lediglich die Geschichte seines Vaters und dessen Generation erzählen wollte, die sich für ihre Kinder aufopferte. Ode to My Father sollte ein Familienfilm werden, der über die Generationen hinweg angeschaut werden könne. Der Film sei eine Ehrung an Youns eigene Eltern und verwendet auch deren Namen für die Hauptfiguren, Deok-soo und Young-ja. Youn sagte in einem Interview, sein Vater verstarb, als er Student war, und er hatte keine Chance „Danke“ zu sagen. Er hofft, der Film ermögliche eine bessere Kommunikation zwischen der jüngeren und der älteren Generation.
Jason Bechervaise von der Filmzeitschrift Screen lobte die Kameraführung von Choi Young-hwan und das Szenenbild der erfahrenen Künstlerin Ryu Seong-hee. Der Film sei sentimental, aber die Kunstfertigkeit des Films und das originelle Drehbuch machten dies wieder gut. Für Clarence Tsui vom Hollywood Reporter ist Ode to My Father ein episches Werk. Die Musik von Lee Byeong-woo sei bombastisch und überwältigend. Für Tan Kee Yun von The New Paper ist Ode der beste koreanische Film. Es sei ein emotionaler Film mit exzellenten Schauspielern. Von Kritikern wurde der Film mit Forrest Gump (1994) von Robert Zemeckis verglichen.

## Auszeichnungen
Chunsa Film Art Awards 2015
- Auszeichnung in der Kategorie Bestes Drehbuch für Park Su-jin
- Spezieller Zuschauerpreis für den Besten Film

Udine Far East Film Festival 2015
- Zuschauerpreis für den Besten Film

Bucheon International Fantastic Film Festival 2015
- IT Star Award für Oh Dal-su

Korean Association of Film Critics Awards 2015
- Beste 10 Filme des Jahres

Daejong-Filmpreis 2015
- Auszeichnung in der Kategorie Bester Film
- Auszeichnung in der Kategorie Beste Regie für Youn Je-kyoon
- Auszeichnung in der Kategorie Bester Hauptdarsteller für Hwang Jung-min
- Auszeichnung in der Kategorie Bester Nebendarsteller für Oh Dal-su
- Auszeichnung in der Kategorie Bestes Drehbuch für Park Su-jin
- Auszeichnung in der Kategorie Beste Kameraführung für Choi Young-hwan
- Auszeichnung in der Kategorie Bester Schnitt für Lee Jin
- Auszeichnung in der Kategorie Beste Planung
- Auszeichnung in der Kategorie Bestes Sound Recordingfür Lee Seung-cheol, Han Myung-hwan
- High Technology Special Award für Han Tae-jeong, Son Seung-hyeon, Kim Dae-jun, Kim Jeong-su, Akira Kai

Blue Dragon Awards 2015
- Auszeichnung in der Kategorie Bester Nebendarsteller für Oh Dal-su
- Auszeichnung in der Kategorie Bestes Szenenbild für Ryu Seong-hee
- Publikumspreis für den populärsten Film